# Барнай, Маргит
Маргит Барнай, урождённая Марго Розеншток (нем. Margit Barnay; 5 апреля 1896, Берлин — 11 января 1974, там же) — немецкая актриса
 эпохи немого кино.

## Биография
Родилась в семье адвоката и певицы и художницы, внучка певца. Сперва пошла по пути своей матери и обучалась вокалу и живописи. В конце Первой мировой войны в 1918 году кинорежиссер Зигфрид Дессауэр убедил её сменить карьеру и впервые снял Маргит в главной женской роли в своей постановке «Kinder der Liebe».
Незадолго до окончания эры немого кино талантливую актрису приглашали для съёмок видные режиссёры Фридрих Вильгельм Мурнау, Петер Урбан Гад, Отто Рипперт, Йоханнес Гутер и многие другие.
После прихода к власти в Германии национал-социалистов была признана еврейкой на 3/4, что согласно национал-социалистическому расовому законодательству делало невозможным её съёмки в кино. Благодаря браку с архитектором Гансом Шмидтом-Верденом, который считался «незаменимым» для восстановления Германии, после бомбардировок её семья не пострадала.
Снялась с 1918 года в 48 фильмах.
Её дочь Сибил Верден также стала актрисой и танцовщицей.

## Избранная фильмография
- 1919: Kinder der Liebe
- 1919: Der Knabe in Blau
- 1919: Samson, sein eigener Mörder
- 1920: Сатана
- 1920: Uriel Acosta
- 1920: Ich — bin — Du…
- 1920: Der Schrein der Medici

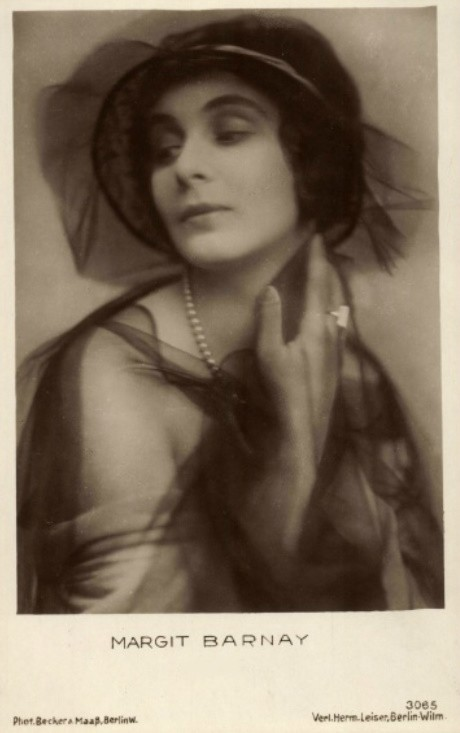

- 1920: Der Schädel der Pharaonentochter
- 1920: Begierde
- 1921: Die Tigerin
- 1921: Der schlummernde Vulkan
- 1921: Die Fremde aus der Elstergasse
- 1921: Brigantenrache
- 1922: Don Juan — Vera-Filmwerke
- 1922: Der Frauenkönig
- 1922: Der Liebesroman des Cesare Ubaldi
- 1922: Es kommt ein Tag
- 1922: Der Mann ohne Beruf
- 1922: Nur eine Nacht
- 1922: Die Fahrt des Severin Hoyer
- 1922: Bigamie
- 1922: Das schöne Mädel
- 1923: Das Abenteuer von Sagossa
- 1923: «Said». Ein Volk in Ketten
- 1923: Ich hatt‘ einen Kameraden
- 1924: Gedankensünden
- 1924: Soll und Haben
- 1924: Verkrachte Existenzen
- 1926: In der Heimat, da gibt’s ein Wiedersehn!
- 1926: Der Sieg der Jugend
- 1927: Zwei unterm Himmelszeit
- 1927: Benno Stehkragen